# Men Rauch
Men Rauch (* 29. Januar 1888 in Scuol; † 4. Oktober 1958 ebenda) war ein bündnerromanischer Schriftsteller, Dichter und Herausgeber.

## Leben
Men Rauch kam am 29. Januar 1888 als Bauernsohn in Scuol zur Welt. Nach dem Besuch der Mittelschule am Institut Schmidt in St. Gallen und der Kantonsschule in Chur studierte er von 1908 bis 1919, durch den Ersten Weltkrieg von 1914 bis 1918 unterbrochen – Rauch diente als Oberleutnant –, Bauingenieur an der ETH in Zürich. Während seiner Studienzeit besuchte er auch Kurse in Philosophie, Literatur, Kunstgeschichte und Musik.
Nach Abschluss des Studiums arbeitete Men Rauch als Geometer und Ingenieur im Unterengadin und im Kanton Wallis. Er war unter anderem Verantwortlicher im Bau der Samnaunerstrasse, die 1912 fertiggestellt wurde. Er heiratete Barbulina Nodèr, ihre Ehe blieb kinderlos.
Von 1918 bis zu seinem Lebensende arbeitete und lebte Men Rauch fest in Scuol. Neben seinem Beruf als Ingenieur arbeitete er auch als Redaktor.
Men Rauch war von 1926 bis 1938 Gemeindepräsident von Scuol, danach war er Grossrat in Chur. Er war einer der ersten Gegner der Elektrizitätskraftwerke in den 1940er- und 1950er-Jahren und war massgeblicher Aktivist in der Lia Naira (deutsch Schwarze Liga).
Men Rauch war Initiant und Mitbegründer des Museum d’Engiadina Bassa in Scuol, das 1956 eröffnet wurde.

## Schriftstellerei und Theater
Men Rauch war Dichter, Erzähler, Kabarettist und Liedermacher. Er gründete die Gazetta Ladina und war von 1922 bis 1939 deren Redaktor. Von 1945 bis 1958 war er Redaktor des Fögl Ladin, zusammen mit Robert Ganzoni.
Men Rauch schrieb Jagdgeschichten in volkstümlichem Stil («In bocca d’luf», 1941, deutsch Weidmannsheil), Anekdoten («Fanzögnas da Calögnas», 1955, deutsch Spinnereien aus Calögnas) sowie humorvolle und satirische Gedichte («Il battaporta», 1944, deutsch Der Türklopfer). Er schuf Biografiesammlungen unter dem Titel «Homens prominents ed originals» (1935 und 1951, deutsch Prominente, originelle Persönlichkeiten).
Zusammen mit Jon Semadeni und Cla Biert schrieb er die Programme für das Kabarett «La Panaglia» (1951, deutsch Das Butterfass) und «La travaglia dal docter Panaglia» (1954, deutsch Die Mühsal des Doktor Butterfass). 1952 schrieb er anlässlich der 300-Jahr-Feier der Befreiung des Unterengadins das Freilichtspiel «La chanzun da la libertà» (deutsch Das Lied der Freiheit). Men Rauch schrieb aber nicht nur fürs Theater, er war auch als Schauspieler und Musiker in der Theatergruppe La Culissa tätig. Darüber hinaus übersetzte Men Rauch deutschsprachige Theaterstücke ins Unterengadiner Idiom Vallader.

## Lieder
Men Rauch hat zwei Bände mit humorvollen romanischen Liedern herausgegeben, und zwar in den Jahren 1925 und 1950. Auch hat er das mittlerweile zur Tradition gewordene Lied zum Scuoler Brauch Hom Strom verfasst:

“L’Hom Strom es ün bel hom

ün hom da nom e pom

chi metta sü il buol

a nos cumün da Scuol.”

„Der Hom Strom ist ein schöner Mann,

ein wahrhaft wackerer Mann,

der unserer Gemeinde Scuol

den Stempel aufdrückt.“

Vico Torriani hat für sein Album Allegra-allegra (1975) fünf Texte von Men Rauch vertont. Linard Bardill hat 1988 eine ganze CD Men Rauch gewidmet: Omagi a Men Rauch (deutsch Huldigung an Men Rauch). Auch auf seiner CD Tamangur von 1996 finden sich mehrere Lieder mit Texten von Men Rauch. Linard schreibt über Men Rauch:

“FenoMenRauch

Il leger chantadur, il capo cumün, il cabarettist,

ün hom dal pövel, il framassun, il chapitani, la fuorcha,

l’ami, il scriptur, l’hom religius, il criticaster,

il cumpogn al tavulin, il pes-chader, il redacter,

il commember da la Lia Naira, il rumantsch,

il chatschader, dit cuort, il FenoMenRauch.”

„PhänoMenRauch

Der fröhliche Sänger, der Gemeindepräsident, der Kabarettist,

Mann des Volkes, der Freidenker, der Kapitän, der Schlaue,

der Freund, der Schriftsteller, der Religiöse, der Kritiker,

das Mitglied der Lia Naira, der Romane,

der Jäger, kurzum: das PhänoMenRauch.“

2014 nahm Angelo Andina mehrere Gedichttexte von Men Rauch auf in sein Album «Che bel mumaint» (deutsch «Was für ein schöner Moment»), beispielsweise «Eu e Tü» (deutsch «Ich und Du»).

## Werke
- 1925: Chanzuns umoristicas rumantschas cun intraguidamaint per accumpagnar cun la guitarra, Band 1, Herausgeber.
- 1941: In bocca d’luf
- 1942: Il premi da la vita (Drama, zusammen mit Men Gaudenz)
- 1944: Il battaporta
- 1935: Homens prominents ed originals
- 1950: Chanzuns umoristicas rumantschas cun intraguidamaint per accumpagnar cun la guitarra, Band 2, Herausgeber.
- 1951: Homens prominents ed originals
- 1952: La chanzun da la libertà, Freilichtspiel.
- 1955: Fanzögnas da Calögnas.
- 1982: Ouvras, zwei Bände. Gesamtwerk mit Gedichten, Geschichten, Erzählungen, Theaterstücken und Liedern.